# Флорида (полуостров)
Флори́да (англ. Florida) — полуостров на юго-востоке Северной Америки, на котором расположена бо́льшая часть одноимённого штата Соединённых Штатов Америки. Площадь 115 тысяч км². С востока омывается водами Атлантического океана, с запада — водами Мексиканского залива. От острова Куба на юге отделён Флоридским проливом.
Поверхность представляет плоскую равнину высотой до 99 м. Равнина сложена, в основном, палеоген-неогеновыми известняками, что обуславливает широкое развитие карста. Восточная часть полуострова приподнята, западная активно опущена, берега изобилуют лагунами и мангровыми лесами. Климат океанический, на севере полуострова субтропический, тропический на его юге. Зима тёплая и солнечная, лето влажное. Средняя температура января от 14 °C на севере до 20,7 °C на юге, средняя температура июля, соответственно, от 27 до 28,7 °C. Количество выпадаемых осадков — 1200—1400 мм в год. Реки короткие, но многоводные (например, река Сент-Джонс, судоходна). Обилие озёр и болот. На полуострове находится крупнейший водоём юга США — озеро Окичоби. Обширный заболоченный район Эверглейдс на юге полуострова имеет статус национального парка. Растительность на севере — субтропическая (сосны, магнолии, карликовые пальмы), на юге — тропическая (пальмы и прочее). Полезные ископаемые представлены месторождениями фосфоритов и титановых руд. На восточном побережье зимние курорты США (главный — Майами).
- Национальный парк Эверглейдс
- Фонтан Дружбы в Джексонвилле